# Gayle Lathrop
Gayle Posselt Lathrop (Chicago, 7 februari 1942) is een Amerikaanse componiste, muziekpedagoge en fluitiste.

## Levensloop
Lathrop studeerde zowel Spaanse taal als muziektheorie en dwarsfluit aan de Indiana University in Bloomington. In 1963 behaalde zij haar Bachelor of Arts in Spaans en in 1965 haar Bachelor of Music als uitvoerend fluitiste. Vervolgens studeerde zij aan de Humboldt State University (HSU) in Arcata waar zij in 1968 haar Master of Arts in compositie behaalde. Haar studie voltooide zij eveneens aan de Humboldt State University en promoveerde tot Doctor of Musical Arts in compositie. Tot haar docenten behoorden Thomas Beversdorf, Bernhard Heiger, Leon Wagner (allen voor compositie), James J. Pellerite, Harry Franklin Houdeshel en Donald Peck (allen voor dwarsfluit). 
Zij was als docente werkzaam aan de Hoopa Valley High School, de California State University, de Humboldt State University, maar ook aan de Universiteit van Arizona in Tucson, het College of the Redwoods in Eureka en aan de Susquehanna Universiteit in Selinsgrove. Verder was zij bezig als fluitiste. 
Als componiste schreef zij werken voor diverse genres, maar vooral haar werken voor harmonieorkest en voor kamermuziek zijn bekend.

## Composities (Uittreksel)

### Werken voor harmonieorkest
- State of the Union
- The Party
- Tish Tang

### Kamermuziek
- Joamerdap, voor 3 dwarsfluiten
- Pieces 4-5, voor blaaskwintet
- Sonatine, voor dwarsfluit en piano